# 일시적 수용체 전위 통로
일시적 수용체 전위 통로(一時的受容體電位通路, 영어: transient receptor potential channel) 또는 TRP 통로(영어: TRP channel)는 나트륨, 칼륨, 루비듐, 세슘, 리튬 등의 1가 양이온을 주로 통과 시키며 생체 내에서 주요 1가 양이온은 나트륨과 칼륨이다. 일시적 수용체 전압 통로(一時的受容體電壓通路)라고도 한다. 또한 칼슘과 같은 2가 양이온을 통과시키며, 거의 모든 세포에 발현되어 있다. 전압 의존성 칼륨 이온 통로와 높은 유사성을 가진다. 현재까지 TRPA1, TRPV1, 2, 6의 3차 구조가 밝혀져 있다.

## 같이 보기
- 이온 통로